# スーパーC
スーパーCはアッチソン・トピカ・アンド・サンタフェ鉄道(ATSF)で活躍していた高速貨物列車の名称。イリノイ州シカゴとカリフォルニア州ロサンゼルスを40時間で結んだ。Cはカーゴ(Cargo)のCと同社の高速旅客列車のスーパーチーフのチーフ(Chief)のCにちなんでつけられた。

## 高速貨物列車の時代
高速道路と航空機の発達によりアメリカ合衆国の鉄道は斜陽の時代を迎えることになった。ジェット機の大型化が進んだ1960年代には都市間旅客輸送の需要は激減し、鉄道会社は旅客列車には見切りをつけて、貨物列車の拡充に活路を見出そうとした。地域発展が順調に進んだ西部の鉄道会社は、需要が旺盛だったこともあり、こうした施策にとりわけ熱心であった。
この頃、従来の車扱い貨車に代わるTOFC（trailer-on-flatcar、ピギーバック車両）やCOFC（container-on-flatcar、コンテナ車）を用いた、船や道路輸送との一貫輸送に注目が集まっていた。一貫輸送は積み替えの手間の軽減と共に、貨物輸送のスピードアップが行えるという点で有利であったが、運行速度を高速旅客列車並に高める事で付加価値をさらに高めようという試みが行われた。そうした高速列車の中でもっとも有名な列車がATSFのスーパーCであった。

## 運行実績
ATSFの高速貨物列車運行の試みは1966年に始まる。この年の終わりごろ、旅客列車向けのギヤ比に調整されたGEのU28CG形ディーゼル機関車に牽引された19両のピギーバック貨車がロサンゼルス～シカゴ間を61時間で結んだ。1967年にはニューヨーク・セントラル鉄道との直通コンテナ貨物列車はニューヨーク - ロサンゼルス間を54時間21分で走破した。こうした貨物列車の積荷は自動車部品や電気機器などの高価なものが中心で、郵便物なども含まれていた。
スーパーCは1968年1月17日に最初の運行が行われた。この時は記録挑戦のための高速運転が行われ、GM-EMDのFP45形が先頭に立った列車はシカゴとロサンゼルスの間を34時間30分で走行した。平均速度は63．7マイル(時速108.4km)であった。トレーラーあたり1400ドルの追加料金が必要であった。
毎日運行のスーパーCの積荷量は2両から15～20両まで変化したが、近代的な鉄道貨物輸送の象徴として、多くの人の注目を集めるのに役立った。とはいえ、普通扱いのTOFC貨物列車がその15時間増しの所要時間で走行するようになると、利用する顧客は少なくなっていった。1976年、郵便輸送の契約をより格安の運賃を提示したシカゴ・アンド・ノース・ウェスタン鉄道（CNW）とユニオン・パシフィック鉄道（UP）に奪われると存続意義を失い、1976年5月20日に廃止された。

## 付記
この他の有名な高速貨物列車としては、ノーザン・パシフィック鉄道のトウキョウ・エクスプレス（東京急行）がある。この列車は1967年に運行が試みられ、セントポール - シアトル間を同社の看板旅客列車、ノースコーストリミテッドより速い36時間で結んだ。